# NGC 1954
NGC 1954 ist eine Spiralgalaxie vom Hubble-Typ Sbc im Sternbild Hase nördlich der Ekliptik. Sie ist schätzungsweise 134 Millionen Lichtjahre von der Milchstraße entfernt und hat einen Durchmesser von etwa 170.000 Lj. Möglicherweise bildet NGC 1954 mit NGC 1957 und IC 2132 eine Gruppe.
Die Supernovae SN 2010ko und SN 2011fi wurden in dieser Galaxie beobachtet.
Das Objekt wurde am 14. Dezember 1786 von Sir William Herschel entdeckt.